# Elena Spirgevičiūtė
Elena Spirgevičiūtė (Kaunas, 22. rujna 1924. – Tvirtovės kod Kaunasa, 3. siječnja 1944.), bila je litavska studentica. Ubila su ju četvorica sovjetskih partizana jer se oduprla pokušaju silovanja. Kao mučenica vjere in defensum castitatis (»u obrani čednosti«), proglašena je službenicom Božjom, a Kaunaska nadbiskupija pokrenula je beatifikacijski postupak 2000. godine.
Rođena je kao najstarije od troje djece u radničkoj obitelji. Maturirala je 1943. na Gimnaziji Sestara sv. Kažimira te je kanila upisati medicinski fakultet na gradskom sveučilištu, ubrzo zatvorenu zbog nacističke okupacije. Tijekom srednje škole pisala je dnevnik, zbog čijeg je umnažanja svećenik Pranas Račiūnas bio osuđen na 25 godina gulaga. Kronike litavske Katoličke Crkve 1977. godine spominju Spirgevičiūtėino mučeništvo. U neovisnoj Litvi, podignuta joj je spomen-ploča na crkvi sv. Antuna Padovanskog u Kaunasu s natpisom »Bolje umrijeti, nego griješiti«, dnevnik izdan u više izdanja, a brat 1998. u rodnom Kaunasu podiže kip anđela na mjestu njezina smaknuća.
Četvorica sovjetskih partizana provalila su u obiteljsku kuće 3. siječnja 1944. pretvarajući se da su policajci. Ubili su Eleninu ujnu i silovali joj majku, a potom pokušali silovati i Elenu. Nakon što se uspjela oduprti njihovom napadu, upucali su je. Mnoštvo ljudi okupilo se na sprovodu, a dvije novinarke gradskog lista posvetile su Eleni nekrolog. Elenini ubojice proglašeni su u srpnju 1958. narodnim herojima Sovjetskog Saveza.